# Jennifer Rode
Pour les articles homonymes, voir Rode.
Jennifer Rode, née le 3 août 1995 à Berlin, est une handballeuse internationale allemande. Elle évolue au poste d'ailière droite.

## Palmarès

### En sélection
championnat du monde
- 13e du championnat du monde 2015

autres
- 4e du championnat du monde junior en 2014